# The Masters Tournament 2012
The Masters Tournament 2012 blir den 76:e upplagan av The Masters Tournament. Turneringen är en av golfens fyra majors och planeras att spelas mellan den 5 och 8 april 2012.[uppföljning saknas] Tävlingen kommer att traditionsenligt spelas på Augusta National Golf Club i Augusta, Georgia, USA.

## Startfält
The Masters Tournament är den major som har det minsta startfältet, 2011 års tävling hade 99 deltagare (varav 6 amatörer) från 22 länder. Deltagarna bjuds formellt in, men ett antal kvalificeringskriterier är det som ligger bakom inbjudningarna.
Dessa spelare är just nu kvalificerade (inom parentes återfinns de övriga kvalkriterier som spelaren uppfyllt)Uppdaterades senast: 14 januari 2012
| Kriterium | Spelare                                                  |
| --- | -------------------------------------------------------- |
| 1. Före detta mästare i The Masters Tournament                                                                         | Angel Cabrera (2,11)                                     |
| 1. Före detta mästare i The Masters Tournament                                                                         | Fred Couples (11)                                        |
| 1. Före detta mästare i The Masters Tournament                                                                         | Ben Crenshaw                                             |
| 1. Före detta mästare i The Masters Tournament                                                                         | Trevor Immelman (11)                                     |
| 1. Före detta mästare i The Masters Tournament                                                                         | Zach Johnson (18)                                        |
| 1. Före detta mästare i The Masters Tournament                                                                         | Bernhard Langer                                          |
| 1. Före detta mästare i The Masters Tournament                                                                         | Sandy Lyle                                               |
| 1. Före detta mästare i The Masters Tournament                                                                         | Phil Mickelson (13,15,17,18)                             |
| 1. Före detta mästare i The Masters Tournament                                                                         | Larry Mize                                               |
| 1. Före detta mästare i The Masters Tournament                                                                         | Mark O'Meara                                             |
| 1. Före detta mästare i The Masters Tournament                                                                         | Jose Maria Olazabal                                      |
| 1. Före detta mästare i The Masters Tournament                                                                         | Charn Schwartzel (15,18)                                 |
| 1. Före detta mästare i The Masters Tournament                                                                         | Vijah Singh (15,17)                                      |
| 1. Före detta mästare i The Masters Tournament                                                                         | Craig Stadler                                            |
| 1. Före detta mästare i The Masters Tournament                                                                         | Tom Watson                                               |
| 1. Före detta mästare i The Masters Tournament                                                                         | Mike Weir                                                |
| 1. Före detta mästare i The Masters Tournament                                                                         | Tiger Woods (2,4,11,18)                                  |
| 1. Före detta mästare i The Masters Tournament                                                                         | Ian Woosnam                                              |
| 2. De fem senaste vinnarna av US Open.                                                                                 | Lucas Glover (16)                                        |
| 2. De fem senaste vinnarna av US Open.                                                                                 | Graeme McDowell (18)                                     |
| 2. De fem senaste vinnarna av US Open.                                                                                 | Rory McIlroy (11,18)                                     |
| 3. De fem senaste vinnarna av British Open.                                                                            | Stewart Cink                                             |
| 3. De fem senaste vinnarna av British Open.                                                                            | Darren Clarke (13,18)                                    |
| 3. De fem senaste vinnarna av British Open.                                                                            | Padraig Harrington (4)                                   |
| 3. De fem senaste vinnarna av British Open.                                                                            | Louis Oosthuizen (18)                                    |
| 4. De fem senaste vinnarna av PGA-mästerskapen.                                                                        | Keegan Bradley (14,15,16,17,18)                          |
| 4. De fem senaste vinnarna av PGA-mästerskapen.                                                                        | Martin Kaymer (18)                                       |
| 4. De fem senaste vinnarna av PGA-mästerskapen.                                                                        | Y. E. Yang (12,17,18)                                    |
| 5. De tre senaste vinnarna av The Players Championship.                                                                | K. J. Choi (11,15,17,18)                                 |
| 5. De tre senaste vinnarna av The Players Championship.                                                                | Tim Clark                                                |
| 5. De tre senaste vinnarna av The Players Championship.                                                                | Henrik Stensson                                          |
| 6. Topp två vid Amerikanska Amatörmästerskapen 2011.                                                                   | Kelly Kraft                                              |
| 6. Topp två vid Amerikanska Amatörmästerskapen 2011.                                                                   | Patrick Cantlay                                          |
| 7. Vinnaren av Amatörmästerskapen 2011                                                                                 | Bryden Macpherson                                        |
| 8. Vinnaren av Asiatiska Amatörmästerskapen 2011.                                                                      | Hideki Matsuyama                                         |
| 9. Vinnaren av Amerikanska 'Public Links' Amatörmästerskapen 2011.                                                     | Corbin Mills                                             |
| 10. Vinnaren av Amerikanska 'Mid' Amatörmästerskapen 2011.                                                             | Randal Lewis                                             |
| 11. Topp 16, och delade, vid The Masters Tournament 2011.                                                              | Jason Day (12,15,17,18)                                  |
| 11. Topp 16, och delade, vid The Masters Tournament 2011.                                                              | Luke Donald (15,17,18)                                   |
| 11. Topp 16, och delade, vid The Masters Tournament 2011.                                                              | Ross Fisher                                              |
| 11. Topp 16, och delade, vid The Masters Tournament 2011.                                                              | Edoardo Molinari                                         |
| 11. Topp 16, och delade, vid The Masters Tournament 2011.                                                              | Geoff Ogilvy (17,18)                                     |
| 11. Topp 16, och delade, vid The Masters Tournament 2011.                                                              | Ryan Palmer                                              |
| 11. Topp 16, och delade, vid The Masters Tournament 2011.                                                              | Justin Rose (15,16,17,18)                                |
| 11. Topp 16, och delade, vid The Masters Tournament 2011.                                                              | Adam Scott (15,16,17,18)                                 |
| 11. Topp 16, och delade, vid The Masters Tournament 2011.                                                              | Brandt Snedeker (15,16,17,18)                            |
| 11. Topp 16, och delade, vid The Masters Tournament 2011.                                                              | Steve Stricker (15,16,17,18)                             |
| 11. Topp 16, och delade, vid The Masters Tournament 2011.                                                              | Bo Van Pelt (15,17,18)                                   |
| 11. Topp 16, och delade, vid The Masters Tournament 2011.                                                              | Lee Westwood (12,18)                                     |
| 12. Topp 8, och delade, vid US Open 2011.                                                                              | Kevin Chappell                                           |
| 12. Topp 8, och delade, vid US Open 2011.                                                                              | Sergio García (18)                                       |
| 12. Topp 8, och delade, vid US Open 2011.                                                                              | Robert Garrigus                                          |
| 12. Topp 8, och delade, vid US Open 2011.                                                                              | Peter Hanson (18)                                        |
| 13. Topp 4, och delade, vid British Open 2011                                                                          | Thomas Bjørn (18)                                        |
| 13. Topp 4, och delade, vid British Open 2011                                                                          | Dustin Johnson (15,16,17,18)                             |
| 14. Topp 4, och delade, vid PGA-mästerskapen 2011.                                                                     | Jason Dufner (15,17,18)                                  |
| 14. Topp 4, och delade, vid PGA-mästerskapen 2011.                                                                     | Anders Hansen (18)                                       |
| 14. Topp 4, och delade, vid PGA-mästerskapen 2011.                                                                     | Robert Karlsson (18)                                     |
| 14. Topp 4, och delade, vid PGA-mästerskapen 2011.                                                                     | David Toms (15,16,17,18)                                 |
| 14. Topp 4, och delade, vid PGA-mästerskapen 2011.                                                                     | Scott Verplank                                           |
| 15. Topp 30 på 2011 års officiella penninglista (PGA-touren).                                                          | Aaron Baddeley (17,18)                                   |
| 15. Topp 30 på 2011 års officiella penninglista (PGA-touren).                                                          | Jonathan Byrd (17)                                       |
| 15. Topp 30 på 2011 års officiella penninglista (PGA-touren).                                                          | Bill Haas (16,17,18)                                     |
| 15. Topp 30 på 2011 års officiella penninglista (PGA-touren).                                                          | Charles Howell III (17)                                  |
| 15. Topp 30 på 2011 års officiella penninglista (PGA-touren).                                                          | Fredrik Jacobson (16,17,18)                              |
| 15. Topp 30 på 2011 års officiella penninglista (PGA-touren).                                                          | Matt Kuchar (17,18)                                      |
| 15. Topp 30 på 2011 års officiella penninglista (PGA-touren).                                                          | Martin Laird (18)                                        |
| 15. Topp 30 på 2011 års officiella penninglista (PGA-touren).                                                          | Hunter Mahan (17,18)                                     |
| 15. Topp 30 på 2011 års officiella penninglista (PGA-touren).                                                          | Kevin Na                                                 |
| 15. Topp 30 på 2011 års officiella penninglista (PGA-touren).                                                          | Rory Sabbatini                                           |
| 15. Topp 30 på 2011 års officiella penninglista (PGA-touren).                                                          | Webb Simpson                                             |
| 15. Topp 30 på 2011 års officiella penninglista (PGA-touren).                                                          | Nick Watney (16,17,18)                                   |
| 15. Topp 30 på 2011 års officiella penninglista (PGA-touren).                                                          | Bubba Watson (16,17,18)                                  |
| 15. Topp 30 på 2011 års officiella penninglista (PGA-touren).                                                          | Mark Wilson (17)                                         |
| 15. Topp 30 på 2011 års officiella penninglista (PGA-touren).                                                          | Gary Woodland (17)                                       |
| 16. Vinnare av fullvärdiga tävlingar på PGA-touren mellan The Masters Tournament 2011 och The Masters Tournament 2012. | Harrison Frazar                                          |
| 16. Vinnare av fullvärdiga tävlingar på PGA-touren mellan The Masters Tournament 2011 och The Masters Tournament 2012. | Sean O'Hair                                              |
| 16. Vinnare av fullvärdiga tävlingar på PGA-touren mellan The Masters Tournament 2011 och The Masters Tournament 2012. | Scott Stallings                                          |
| 16. Vinnare av fullvärdiga tävlingar på PGA-touren mellan The Masters Tournament 2011 och The Masters Tournament 2012. | Brendan Steele                                           |
| 16. Vinnare av fullvärdiga tävlingar på PGA-touren mellan The Masters Tournament 2011 och The Masters Tournament 2012. | Ytterligare kvalificerade blir kända senast 1 april 2012 |
| 17. Alla kvalificerade spelare till 2011 års The Tour Championship.                                                    | Chez Reavie                                              |
| 17. Alla kvalificerade spelare till 2011 års The Tour Championship.                                                    | John Senden (18)                                         |
| 18. Topp 50 på officiella världsrankningen per 31 december 2011.                                                       | Bae Sang-moon                                            |
| 18. Topp 50 på officiella världsrankningen per 31 december 2011.                                                       | Paul Casey                                               |
| 18. Topp 50 på officiella världsrankningen per 31 december 2011.                                                       | Simon Dyson                                              |
| 18. Topp 50 på officiella världsrankningen per 31 december 2011.                                                       | Gonzalo Fernandez-Castano                                |
| 18. Topp 50 på officiella världsrankningen per 31 december 2011.                                                       | Rickie Fowler                                            |
| 18. Topp 50 på officiella världsrankningen per 31 december 2011.                                                       | Jim Furyk                                                |
| 18. Topp 50 på officiella världsrankningen per 31 december 2011.                                                       | Miguel Angel Jimenez                                     |
| 18. Topp 50 på officiella världsrankningen per 31 december 2011.                                                       | Kim Kyung-Tae                                            |
| 18. Topp 50 på officiella världsrankningen per 31 december 2011.                                                       | Francesco Molinari                                       |
| 18. Topp 50 på officiella världsrankningen per 31 december 2011.                                                       | Ian Poulter                                              |
| 18. Topp 50 på officiella världsrankningen per 31 december 2011.                                                       | Alvaro Quiros                                            |
| 19. Topp 50 på officiella världsrankningen per 25 mars 2012.                                                           | Blir känt 25 mars 2012                                   |
| 20. Internationella inbjudningar.                                                                                      | Inga                                                     |